# ジェイミー・フレイザー (架空の人物)
ジェイミー・フレイザー(Jamie Fraser)は、ダイアナ・ガバルドン著の小説『アウトランダー』シリーズおよびテレビドラマ『アウトランダー』の登場人物。「ロード・ジョン・グレイシリーズ」にも登場している。
本名はジェイムズ・アレグザンダー・マルコム・マッケンジー・フレイザー（James Alexander Malcolm MacKenzie Fraser ）。スコットランドの氏族の次男として生まれ、ジャコバイトの戦士として成長する。20世紀からタイムスリップしたクレア・ビーチャムと結婚し、宿敵であるイングランド軍の大尉ジャック・ランダルとの確執、カロデンの戦いなど数々の困難に立ち向かう人物として描かれる。
テレビドラマではサム・ヒューアンが演じる。また高橋広樹が日本語の吹き替えを行っている。

## 生い立ち
1721年5月1日　スコットランドのハイランド地方ブロッホトゥアラッフにてフレイザー家の次男として誕生。父はブライアン・フレイザー、母はエレン・マッケンジー。兄に5歳上のウィリアムがいたが11歳で天然痘により夭逝。姉はジェニー。14歳の時に叔父のドゥーガル・マッケンジーの養子となる。この時、ドゥーガルは左利きであったジェイミーに右利きの剣術を教えようとするが、ジェイミーの幼友達であるイアン・マレーの父ジョン・マレーの指導により左利きの剣術を習得する。16歳の時、叔父のコラム・マッケンジーの元へ移りリアフ城にて1年間暮らす。18歳で大学に入るためパリに行き、いとこのジャレド・フレイザーと同居する。

## 容姿
妻のクレア曰く「古代スカンジナビア人」、身長は6フィート4インチ(193cm)。ひときわ目立つ体格の持ち主。目は猫の目のように吊り上がり気味で、瞳の色はダーク・ブルー。まつ毛は長く根元が淡い金色で、先端へ行くほど赤みがかった青から黒になっている。髪はウエーブがかかっている。たいていは後ろで結わくことができるほど長い。時には編んでいるが、大学生のころに決闘をした際髪が邪魔になった経験から、宿敵ジャック・ランダルとの決闘未遂の際には頭頂部の毛が立つほど短髪にしたことがある。柔らかい毛質で赤毛であるが、その色彩は豊富で金色、銅色、琥珀色、シナモン、朱色が混ざっている。口元はたいてい口角が上がっている。大きくした唇は厚みがある。耳は先がとがっている。

## 人物
知能は非常に高く、ゲール語、フランス語、ドイツ語、英語、スペイン語、イタリア語、ラテン語、ギリシャ語、ヘブライ語、中国語など数か国語を操る。丑年。物事を正確に把握し、的確な判断を下す能力にたけている。どのような状況においても守るべき家族、部下に経済的援助を惜しまない。チェスはたびたびプレーしている。圧倒的に強く、対等に戦える相手には遭遇していないほどである。ウインクができない。ウインクをしようとすると両瞼が同時に動く。ひどい音痴である。本来左利きなのを、右手で文字を書くため悪筆である。同性に熱烈に愛される傾向がある。船酔いは致命的なほどのひどさで、停泊中の船を見るだけで気分が悪くなる。たびたび航海にでるが、そのたびに半死状態になっていた。のちに中国人のミスター・ウィロビーの鍼により克服している。
「生まれながらの領主」「領主として教育された」人物であり、いかなる場所いかなる服装でいてもリーダーとしての風格を漂わせている。ドラマでクレアを初めてラリーブロッホに連れて戻った際に年貢の徴収について姉のジェニーから諫められる描写があるが、原作ではそのような場面はない。クレアをこよなく愛しているが、彼女が20世紀に戻ったあとの約20年間「必要に迫られて」「そうしなければ死んでしまうと思った」時はほかの女性と関係を持っている。が、それも数年に一度であり姉のジェニーが心配するほど女性の影はなかった。

## ジェイミーの宿敵ジョナサン・ランダル（ブラック・ジャック）
背中には鞭打ちの跡が残っており、幼馴染のイアン曰く「1インチの隙間もないほど」の傷跡になっている。これは度重なる鞭打ちの痕跡であり、そのうち２回はジョナサン・ランダルがつけたものである。
1回目はジェイミーが19歳の時、彼と姉のもとに「赤軍服」（イングランド兵士）が来た際にフォート・ウィリアムにてジョナサン・ランダルが鞭を打った。すでに刑が完遂されたにもかかわらず自らもう一度刑を執行しようとし、刑務所の医師に止められ一週間後に執行している。ジェイミーの傷は治っておらず、鞭には彼の皮膚や肉がこびりつき足元には血だまりができていた。ジョナサン・ランダルはこの時ジェイミーとの自分の間に「愛」を感じ「美」を追求した。刑の執行を見た父のブライアン・フレイザーはあまりの凄惨さに脳卒中で亡くなっている。2回目はウェントワース刑務所にてやはりジャック・ランダルが鞭打った。さらにウェントワース刑務所ではジェイミーを救おうと刑務所に侵入したクレアがジョナサン・ランダルにつかまり、彼女を逃がすために彼の求めに応じ肉体的にも精神的にも非常に大きなダメージを受ける。この際に右手に大けがを負い後遺症が残る。ジョナサン・ランダルはジェイミーのことを「アレックス」と呼ぶこともある。彼は常にクレアを意識し、強烈な嫉妬心を抱いている。ジェイミーを介してクレアとつながっていると語る場面もある。パリでジェイミーとジョナサン・ランダルは決闘することになり、ジェイミーはジョナサンの股間に剣を刺し性的不能者にする。これを知ったクレアはフランクが生まれなくなったと悲しんでいる。決闘の場にいたクレアは流産し、ジェイミーはバスティーユに投獄された。のちに起こるカロデンの戦いにおいて、ついにジェイミーはジョナサンを倒す。
ジョナサン・ランダルはクレアが20世紀に結婚した夫フランク・ランダルの直系の先祖ではない。フランクはジョナサン・ランダルの弟の直系の子孫である。フランクとジョナサンは性格は全く異なるが、容姿は非常に似ている。ジョナサン・ランダルは20世紀からタイムスリップしてきたばかりのクレアと森で遭遇した時に彼女をレイプしようとした。それより以前にラリーブロッホでジェイミーの姉のジェニーをレイプしようとした。いずれも未遂に終わっている。ドラマでは弟の死に際し弟の遺体を殴り続ける場面があるが、原作にはそのような描写はない。残忍で酷薄、暴力的な半面約束は生真面目なほどに守る。カロデンの戦いの以前に弟の治療をクレアに頼んだ際は約束としてイングランド軍の情報をクレアに流している。ラベンダーのオイルを愛用。

## 結婚生活
2度結婚している。（2度目は重婚のため無効となる）
最初の妻はクレア・ビーチャム、治療師、医師、白い魔女と呼ばれることもある。ジェイミーが23歳の時に、クレアをイングランド軍の大尉ジャック・ランダルから守るため叔父のドゥーガル・マッケンジーの発案で結婚した。フェイスは二人の最初の娘、次女はブリアナ・ランダル。
2度目はリアリー・マッケンジー。クレアが現代に戻った後に姉のジェニーの勧めで結婚したが1年で破綻、クレアが18世紀に戻った際に結婚は重婚として無効となった。
ほかにジェニーヴァ・ダンセーニとの間にウィリーという息子がいる。

## エピソード
- クレアを「小さい」と表現する。よく膝の上にのせることがある。
- クレアが20年ぶりにジェイミーの前に現れた時驚きのあまり卒倒した。
- 数々の呼び名がある。レッド・ジェイミー、アレックス・マルコム、ジェイミー・ロイ、マック・デューなど